# Лакали
Лакали́ (каз. Лақалы) — село у складі Казалінського району Кизилординської області Казахстану. Входить до складу Тасарицького сільського округу.
Населення — 325 осіб (2021; 339 у 2009, 295 у 1999, 606 у 1989).